# WTA Challenger de Suzhou
O WTA Challenger de Suzhou – ou Huangcangyu WTA Suzhou Ladies Open, na última edição – foi um torneio de tênis profissional feminino, de nível WTA 125K.
Realizado em Suzhou, no leste da China, estreou em 2013 e durou dois anos. Os jogos eram disputados em quadras de duras durante o mês de setembro.

## Finais

### Simples
| Ano  | Campeã             | Vice-campeã   | Resultado     |
| ---- | ------------------ | ------------- | ------------- |
| 2014 | Anna-Lena Friedsam | Duan Yingying | 6–1, 6–3      |
| 2013 | Shahar Pe'er       | Zheng Saisai  | 6–2, 2–6, 6–3 |

### Duplas
| Ano  | Campeãs                        | Vice-campeãs           | Resultado        |
| ---- | ------------------------------ | ---------------------- | ---------------- |
| 2014 | Chan Chin-wei Chuang Chia-jung | Misa Eguchi Eri Hozumi | 6–1, 3–6, [10–7] |
| 2013 | Tímea Babos Michaëlla Krajicek | Han Xinyun Eri Hozumi  | 6–2, 6–2         |